# Accidente aéreo del Cessna 310 en California de 2010
El Accidente aéreo del Cessna 310 en California de 2010 fue un accidente aéreo de un Cessna 310 que se estrelló en unas casas ocurrido el 18 de febrero de 2010 a las 07:55 a. m. hora local, en la cual tres personas murieron, todos empleados de Tesla Motors. El avión estaba registrado por Air Unique, empresa propiedad de Tesla employee Doug Bourn.

## Accidente
De acuerdo con los primeros reportes en tierra no hubo heridos ni muertes al momento del impacto de la avioneta que se dirigía al Aeropuerto Municipal de Hawthorne, localizado en el Sur de California. Sin embargo se desconocían las causas del accidente que ocurrió a las 07:55 hora local y sólo testigos presenciales señalaron que la avioneta causó varios incendios tras pegar en una línea eléctrica. Harold Schapelhouman, jefe de bomberos de Menlo Park, dijo que los bomberos sofocaron incendios en dos casas en la mañana del 17 de febrero, y no hubo informes de lesionados en esas viviendas.